# Rimo Carlo Felice Bacigalupi
Rimo Carlo Felice ""Ba(t)ch" Bacigalupi (1901-1996) fue un taxónomo, y botánico estadounidense, Realizó numerosas expediciones botánicas a México, y al interior de EE. UU. experto en la familia de las escrofulariáceas.
Entró en la Universidad Stanford para estudiar abogacía, pero tomó la botánica en su primer año y pronto cambió a estudios de inglés y de botánica, obteniendo el B.Sc. en 1923. Permaneció en Stanford, donde estudió el género Garrya, bajo la supervisión del profesor LeRoy Abrams, obteniendo el grado de M.Sc. en 1925. Luego enseñó botánica e italiano en el Mills College, antes de continuar su formación académica en la Universidad de Harvard, donde realizó su tesis doctoral bajo la tutela del profesor Benjamín L. Robinson. Su tesis versó sobre las especies norteamericanas de Perezia. Al mismo tiempo, produjo una importante contribución al conocimiento de Cuphea, un género en la familia salicaria. En 1931, fue concedido el Ph.D.
Cuando Willis Linn Jepson, distinguido profesor de Berkeley, murió en 1946, legó sus bienes a la Universidad de California con el propósito de establecer un perpetuo instrumento autónomo para la continuación de sus estudios de la flora de California. En cumplimiento de ese legado, se estableció el Herbario Jepson y la Biblioteca y se realizó una búsqueda de un conservador. Bacigalupi no tardó en llegar a la mente como un excelente prosecutor, y así fue nombrado el primer director en 1950.
En muchos sentidos Bacigalupi fue especialmente preparado para la posición en el Herbario Jepson. Era impresionante su conocimiento de la flora de California, habiendo desarrollado una valiosa red de amigos botánicos a través de su trabajo con la Estación Experimental Forestal y diversas tareas docentes y de investigación relacionados con Stanford, Berkeley, y la Universidad Harvard. Bajo su dirección, el Herbario Jepson y la Biblioteca tomaron paulatinamente pero con firmeza forma. Aunque oficialmente designado en una unidad de investigación, se involucró en el servicio público, sentando así las bases para el apoyo extramural ahora encarnado en la organización: los "Amigos del Herbario Jepson".
Se retiró en 1968, pero continuó sus estudios botánicos hasta que sufrió un derrame cerebral en 1983. Bacigalupi legó la mitad de sus bienes al Herbario Jepson y Biblioteca para promover el estudio de sus amada flora de California.

## Algunas publicaciones
- 1931. Studies in Cuphea and Perezia. Ed. Harvard University

## Eponimia
- (Apiaceae) Perideridia bacigalupii Chuang & Constance[5]
- (Asteraceae) Deinandra bacigalupii B.G.Baldwin[6]
- (Campanulaceae) Downingia bacigalupii Weiler[7]